# Neal Sako
Neal Sako (Aubergenville, Francia; 13 de agosto de 1998) es un baloncestista francés. Con una estatura de 2,11 metros se desempeña habitualmente en la posición de pívot en las filas del ASVEL Lyon-Villeurbanne de la LNB Pro A. 

## Trayectoria
Es un pívot formado en el Levallois Metropolitans, con el que llegó a debutar con apenas 18 años en la temporada 2017-18 en el Espoirs Boulogne-Levallois, su equipo filial. 
En la temporada 2018-19, alternó el Espoirs Boulogne-Levallois con el primer equipo del Levallois Metropolitans en el que disputó 9 partidos y además, sería cedido al Rueil Athletic Club de la NM1, la tercera competición francesa.
En la temporada 2019-20, forma parte del primer equipo del Levallois Metropolitans de la LNB Pro A.
En la temporada 2020-21, disputó 27 partidos con el Levallois Metropolitans en la LNB Pro A. 
El 6 de febrero de 2021, firma por el Rueil Athletic Club de la NM1.
El 2 de julio de 2021, firma por el Champagne Basket de la LNB Pro A, con el que descendería de categoría.
En la temporada 2022-23, firma por el Cholet Basket de la LNB Pro A. En su segunda temporada en las filas del Cholet Basket promedia 11,9 puntos y 7,5 rebotes en LNB Pro A y 10,1 puntos y 8.4 rebotes en Basketball Champions League.
El 20 de junio de 2024 se mantiene en la LNB Pro A al firmar con el ASVEL Lyon-Villeurbanne.